# Parque natural del Volcán Mayón
El Parque natural del Volcán Mayón es un área protegida de Filipinas, situada en la región de Bicol (Región 5 ) el sureste de la Isla de Luzón, la isla más grande del país. El parque natural tiene una superficie de 5.775,7 hectáreas ( 14.272 acres) , que incluye su zona central del volcán Mayón, el volcán más activo de Filipinas y sus alrededores adyacentes. El volcán también es conocido por tener un cono casi perfecto. En primer lugar protegido como parque nacional en 1938 , fue reclasificado como parque natural en el año 2000. 
El parque natural Volcán Mayón abarca una superficie de 5,775.7 hectáreas ( 14.272 acres) ubicadas en ocho ciudades y municipios que tienen la jurisdicción sobre la montaña. Estas comunidades son Camalig, Daraga, Guinobatan, Legazpi, Ligao, Tabaco, Malilipot y Santo Domingo, todos en la provincia de Albáy. El pico del volcán es la elevación más alta en la región de Bicol con 2.462 metros ( 8.077 pies).